# Dennis Stevenson, Baron Stevenson of Coddenham

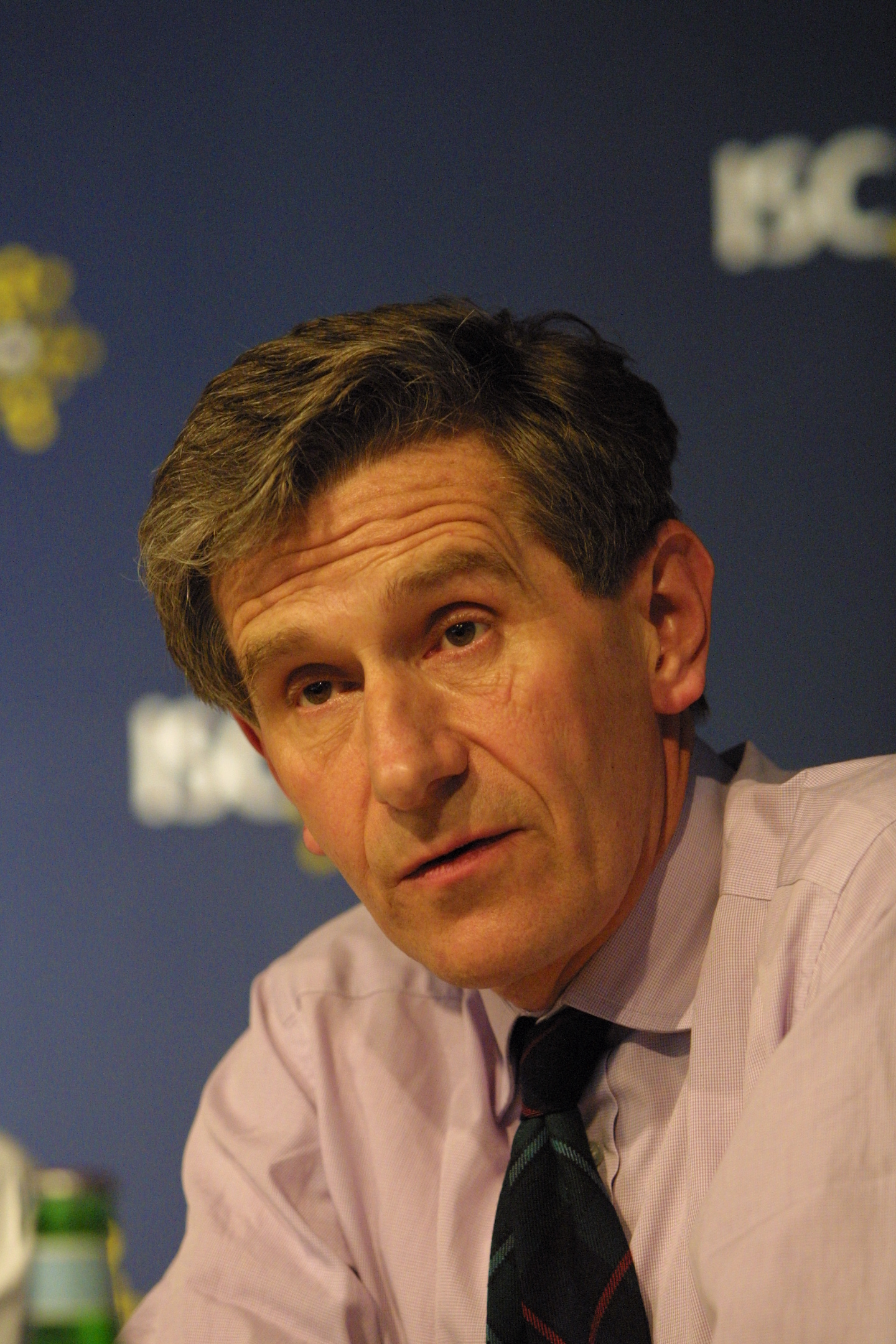
Dennis Stevenson, Baron Stevenson of Coddenham

Henry Dennistoun „Dennis“ Stevenson, Baron Stevenson of Coddenham, Kt, CBE, DL (* 19. Juli 1945) ist ein britischer Politiker, der als Crossbencher im House of Lords sitzt.

## Jugend und Erziehung
Stevenson ging auf zwei schottische Privatschulen: die Edinburgh Academy und Glenalmond College und studierte am King’s College der University of Cambridge.

## Karriere
Seine erste Position nach dem Studium war bei der SRU Consultancy Group.
Stevenson hatte Führungspositionen bei British Technology Group (1979–89), Tyne Tees Television (1982–87), Manpower Inc. (1988–2006), Thames Television (1991–93), J. Rothschild Assurance plc (1991–97), English Partnerships (1993–2004), BSkyB (1994–2001), Lazard Bros (1997–2002) und St James's Place Capital (1997–2002).
Er war Vorstand bei Aycliffe and Peterlee New Town Development Corporation (1971–80), Aerfi (ehemals GPA, 1993–1999), Pearson (1997–2005) und HBOS (formerly Halifax Plc, 1999–2008).
Außerhalb der Wirtschaft war Stevenson's Vorstand der Intermediate Technology Development Group (1983–1990), Vorstand des Stiftungsausschusses der the Tate Gallery (1988–1998), Vorstand der Ernennungskommsiion des House of Lords (2001–2008), und Vorstand der NAYC (1973–1981).
Stevenson ist Vorstand von Manocap and Aldeburgh Music, und im Führungskreis von Western Union, Loudwater Partners und von The Economist. Er ist des Weiteren Kanzler der University of the Arts London.
1981 wurde er als Commander des Order of the British Empire ausgezeichnet und 1997 wurde er als Knight Bachelor geadelt. 1999 wurde er als Baron Stevenson of Coddenham, of Coddenham in the County of Suffolk, zum Life Peer erhoben und ist dadurch seither Mitglied des House of Lords.

## Persönliches
Stevenson heiratete 1972 Charlotte Susan Vanneck. Mit ihr hat er vier Söhne.